# Церковь Святого Петра (Брауншвейг)
Церковь Святого Петра (нем. St. Petri-Kirche) — приходская церковь в районе Альтштадт нижнесаксонского города Брауншвейг, основанная в XII веке; готическое здание с башней-колокольней, высотой в 71 метр, было перестроено в неоготическом стиле в 1888—1891 годах; является памятником архитектуры.

## История и описание
Первое небольшое церковное здание на месте современной церкви Святого Петра стало жертвой пожара 1256 года: в 1260 году началось строительство новой базилики, от которой сохранилась только фрагмент западной башни. В конце XIII века началась реконструкция трехзального готического храма с хором, но без трансепта. Около 1400 года к южной стороне хора были добавлены часовни Святых Анны и Ливинуса. В 1528 года храма стал евангелическо-лютеранской приходской церковью. После окончания Тридцатилетней войны, в 1649 году, церковь получила свой раннебарочный алтарь, а в 1811 — после того как 13 февраля в колокольню попала молния — её готический шпиль был заменен на барочный купол. С 1888 по 1891 год храм был перестроен мастером-строителем Максом Остерло в неоготическом стиле, а художник Адольф Квенсен заново создал церковный интерьер.
В результате бомбардировок Второй мировой войны, в особенности после воздушного налёта от 15 октября 1944 года, здание серьёзно пострадало: сгорели башня и внутреннее убранство храма. С этого дня здание более не использовалось как церковь: после окончания войны «Петрикирхе» стало местом хранения для церковных и городских культурных ценностей.
Храм был восстановлен в период с 1954 по 1959 год под руководством архитектора Фридриха Берндта: в 1959 году состоялось повторное освящение церкви и она снова стала регулярно использоваться для богослужений. В 1960-х годах интерьер постепенно был воссоздан: новая кафедра и аналой (церковный пюпитр) были созданы скульптором Гансом Флеером. Витражи хора были созданы Клаусом Уолнером в 1954 и 1962 годах: на них изображены сцены из жизни апостолов Петра и Павла, а также — сюжеты из Откровения Иоанна Богослова. Колокольня была восстановлена в 1969—1971 годах, получив свой изначальный остроконечный шпиль. С Рождества 1978 года в церкви появились четыре колокола весом в 1000, 500, 400 и 280 килограмм. В 1961—1964 годах мастер Фридрих Вайсенборн построил существующий орган — вместо инструмента 1892 года, сгоревшего после бомбардировки.